# سقط جنین در بریتانیا
| قانونی در صورت درخواست                                  |                                                                                                |
|                                                         | بدون محدودیت                                                                                   |
|                                                         | محدودیت بارداری بعد از ۱۷ هفته اول                                                             |
|                                                         | محدودیت بارداری قبل ۱۷ هفته اول                                                                |
|                                                         | محدودیت‌های نامشخص                                                                              |
| از نظر قانونی محدود به موارد زیر است:                   |                                                                                                |
|                                                         | خطر برای زندگی مادر، برای سلامتی او *، تجاوز جنسی *، اختلال جنین *، یا عوامل اجتماعی و اقتصادی |
|                                                         | خطری برای زندگی مادر، برای سلامتی او *، تجاوز جنسی، یا اختلال در جنین                          |
|                                                         | خطر برای زندگی مادر، برای سلامت او *، یا آسیب جنین                                             |
|                                                         | خطر جانی برای مادر *، سلامت *، یا تجاوز جنسی                                                   |
|                                                         | خطری برای زندگی یا سلامتی مادر                                                                 |
|                                                         | خطری برای زندگی مادر                                                                           |
|                                                         | غیر قانونی بدون استثنا                                                                         |
|                                                         | بدون اطلاعات                                                                                   |
| * برای برخی از کشورها یا مناطق در آن دسته اعمال نمی شود |                                                                                                |

در بریتانیا سقط جنین از سال ۱۹۶۷ تحت عنوان «ابورشن اکت ۱۹۶۷»، قانونی اعلام شد. بسیاری از مردم بریتانیا بر این عقیده هستند که در قانونی بودن این کار باید تجدید نظر شود و هنوز این دسته از مردم نسبت به قانونی بودن آن معترض هستند. منتقدین سقط جنین این کار را خارج از اصول اخلاقی می‌دانند. در مورد آزادی سقط جنین مردم بریتانیا به دو گروه تقسیم می‌شوند، عده‌ای اختیار سقط جنین را حق مادر می‌دانند و گروهی فکر می‌کنند انسانی که متولد نشده‌است و به صورت جنین است حق زندگی دارد و سقط جنین یک نوع قتل به حساب می‌آید.